# Super League 2021-2022 (pallavolo femminile, Inghilterra)
La Super League 2021-2022, 43ª edizione della massima serie del campionato inglese di pallavolo femminile si è svolta dal 2 ottobre 2021 al 10 aprile 2022: al torneo hanno partecipato nove squadre di club inglese e la vittoria finale è andata per la terza volta alla Durham University.

## Regolamento

### Formula
Le squadre hanno disputato un girone all'italiana, con gare di andata e ritorno. Al termine della stagione la squadra prima classificata ha ottenuto il titolo di Campione d'Inghilterra.

### Criteri di classifica
Se il risultato finale è stato di 3-0 o 3-1 sono stati assegnati 3 punti alla squadra vincente e 0 a quella sconfitta, se il risultato finale è stato di 3-2 sono stati assegnati 2 punti alla squadra vincente e 1 a quella sconfitta.
L'ordine del posizionamento in classifica è stato definito in base a:
- Punti;
- Ratio dei set vinti/persi;
- Ratio dei punti realizzati/subiti;
- Risultato degli scontri diretti[2].

## Squadre partecipanti
| Club                     | Stagione | Città      | Stagione precedente      |
| ------------------------ | -------- | ---------- | ------------------------ |
| Cambridge                | dettagli | Cambridge  | campionato non disputato |
| Darkstar                 | dettagli | Derby      | campionato non disputato |
| Durham University        | dettagli | Durham     | campionato non disputato |
| Inter                    | dettagli | Londra     | campionato non disputato |
| Inter 2                  | dettagli | Londra     | campionato non disputato |
| Malory Eagles            | dettagli | Londra     | campionato non disputato |
| Polonia London           | dettagli | Londra     | campionato non disputato |
| Team Essex               | dettagli | Colchester | campionato non disputato |
| University of Nottingham | dettagli | Nottingham | campionato non disputato |

## Torneo

### Risultati
| Partite |                                              |     |                                   |
|         |                                              |     |                                   |
| 02-10   | Durham University - Cambridge                | 3-0 | 25-10, 25-13, 25-13               |
| 16-10   | Inter 2 - University of Nottingham           | 2-3 | 25-27, 25-22, 19-25, 25-21, 12-15 |
| 16-10   | Durham University - Darkstar                 | 3-0 | 25-15, 25-8, 25-13                |
| 16-10   | Team Essex - Inter                           | 0-3 | 22-25, 25-27, 26-28               |
| 16-10   | Malory Eagles - Cambridge                    | 3-0 | 25-17, 25-17, 25-18               |
| 17-10   | Darkstar - Cambridge                         | 0-3 | 23-25, 18-25, 20-25               |
| 17-10   | Malory Eagles - Team Essex                   | 3-0 | 26-24, 25-18, 25-11               |
| 23-10   | Cambridge - University of Nottingham         | 3-0 | 25-18, 25-20, 25-19               |
| 23-10   | Team Essex - Inter 2                         | 3-0 | 25-20, 27-25, 25-13               |
| 24-10   | Inter - Inter 2                              | 3-1 | 23-25, 25-21, 25-20, 25-20        |
| 24-10   | Malory Eagles - Darkstar                     | 3-0 | 25-19, 25-14, 26-24               |
| 30-10   | Inter - Malory Eagles                        | 0-3 | 23-25, 19-25, 16-25               |
| 30-10   | Team Essex - Durham University               | 0-3 | 8-25, 18-25, 19-25                |
| 06-11   | University of Nottingham - Darkstar          | 3-2 | 20-25, 25-20, 20-25, 25-23, 15-11 |
| 06-11   | Inter 2 - Cambridge                          | 3-1 | 25-21, 25-17, 22-25, 25-22        |
| 06-11   | Malory Eagles - Polonia London               | 0-3 | 22-25, 17-25, 25-27               |
| 20-11   | Inter - University of Nottingham             | 3-1 | 20-25, 25-16, 25-19, 25-20        |
| 20-11   | Cambridge - Polonia London                   | 1-3 | 11-25, 19-25, 25-20, 17-25        |
| 21-11   | Inter 2 - Team Essex                         | 0-3 | 25-27, 15-25, 18-25               |
| 27-11   | Cambridge - Inter                            | 1-3 | 25-18, 19-25, 17-25, 24-26        |
| 27-11   | Polonia London - Darkstar                    | 3-0 | 25-18, 25-19, 25-22               |
| 27-11   | Team Essex - University of Nottingham        | 3-1 | 25-12, 22-25, 25-17, 25-20        |
| 04-12   | Inter 2 - Polonia London                     | 0-3 | 0-25, 0-25, 0-25                  |
| 04-12   | Team Essex - Cambridge                       | 0-3 | 20-25, 34-36, 21-25               |
| 04-12   | Darkstar - Inter                             | 3-1 | 17-25, 25-22, 25-21, 25-17        |
| 04-12   | Malory Eagles - Durham University            | 2-3 | 25-21, 25-27, 15-25, 25-22, 12-15 |
| 05-12   | Polonia London - Durham University           | 3-2 | 25-22, 14-25, 23-25, 25-11, 15-10 |
| 10-12   | University of Nottingham - Durham University | 0-3 | 14-25, 12-25, 10-25               |
| 11-12   | Darkstar - University of Nottingham          | 3-2 | 23-25, 23-25, 25-17, 25-22, 15-11 |
| 11-12   | Cambridge - Durham University                | 0-3 | 12-25, 7-25, 20-25                |
| 11-12   | Polonia London - Inter                       | 3-2 | 25-23, 25-10, 20-25, 15-25, 15-8  |
| 12-12   | Polonia London - Malory Eagles               | 3-2 | 25-23, 16-25, 25-19, 20-25, 15-7  |
| 15-01   | Malory Eagles - University of Nottingham     | 3-0 | 25-19, 25-12, 25-8                |
| 16-01   | Inter 2 - Malory Eagles                      | 1-3 | 11-25, 20-25, 26-24, 9-25         |
| 22-01   | Inter - Team Essex                           | 3-1 | 25-17, 21-25, 25-20, 25-19        |
| 22-01   | University of Nottingham - Inter 2           | 3-0 | 25-23, 25-22, 27-25               |

| Partite |                                              |     |                                   |
|         |                                              |     |                                   |
| 22-01   | Darkstar - Durham University                 | 0-3 | 9-25, 10-25, 10-25                |
| 23-01   | Polonia London - Team Essex                  | 3-0 | 25-15, 25-16, 25-22               |
| 23-01   | Inter 2 - Inter                              | 0-3 | 12-25, 25-27, 18-25               |
| 29-01   | Team Essex - Polonia London                  | 1-3 | 12-25, 25-22, 15-25, 15-25        |
| 05-02   | Durham University - Inter 2                  | 3-0 | 25-16, 25-9, 25-13                |
| 05-02   | Team Essex - Malory Eagles                   | 2-3 | 25-22, 25-23, 14-25, 23-25, 10-15 |
| 06-02   | Durham University - Inter                    | 3-0 | 25-10, 25-14, 25-20               |
| 12-02   | Darkstar - Malory Eagles                     | 1-3 | 17-25, 25-23, 18-25, 12-25        |
| 12-02   | Durham University - Polonia London           | 3-1 | 25-18, 25-16, 24-26, 25-20        |
| 12-02   | University of Nottingham - Cambridge         | 3-0 | 25-8, 25-18, 25-23                |
| 13-02   | Darkstar - Polonia London                    | 0-3 | 19-25, 19-25, 18-25               |
| 13-02   | Durham University - University of Nottingham | 3-0 | 25-13, 25-19, 25-17               |
| 19-02   | Inter - Durham University                    | 0-3 | 20-25, 18-25, 17-25               |
| 19-02   | Cambridge - Inter 2                          | 3-0 | 25-20, 25-13, 25-21               |
| 19-02   | University of Nottingham - Malory Eagles     | 1-3 | 21-25, 19-25, 26-24, 16-25        |
| 26-02   | Team Essex - Darkstar                        | 3-1 | 25-11, 23-25, 25-18, 25-18        |
| 27-02   | Inter 2 - Darkstar                           | 0-3 | 15-25, 19-25, 28-30               |
| 05-03   | Durham University - Team Essex               | 3-0 | 25-21, 25-20, 25-21               |
| 05-03   | Cambridge - Darkstar                         | 3-1 | 25-21, 25-19, 25-27, 25-20        |
| 05-03   | Malory Eagles - Inter                        | 3-0 | 25-15, 25-18, 26-24               |
| 06-03   | Malory Eagles - Inter 2                      | 3-0 | 25-13, 25-22, 25-16               |
| 06-03   | Polonia London - University of Nottingham    | 3-1 | 25-18, 25-22, 23-25, 25-16        |
| 12-03   | Darkstar - Inter 2                           | 3-1 | 25-20, 25-23, 18-25, 25-19        |
| 12-03   | University of Nottingham - Inter             | 3-0 | 25-0, 26-24, 25-21                |
| 13-03   | Polonia London - Cambridge                   | 3-0 | 25-14, 25-20, 25-21               |
| 19-03   | Cambridge - Team Essex                       | 2-3 | 23-25, 25-16, 18-25, 25-16, 9-15  |
| 19-03   | University of Nottingham - Polonia London    | 0-3 | 12-25, 13-25, 23-25               |
| 26-03   | University of Nottingham - Team Essex        | 0-3 | 22-25, 16-25, 15-25               |
| 27-03   | Darkstar - Team Essex                        | 0-3 | 23-25, 17-25, 20-25               |
| 27-03   | Inter - Cambridge                            | 3-0 | 27-25, 25-11, 25-22               |
| 02-04   | Inter - Darkstar                             | 3-0 | 25-18, 26-24, 25-19               |
| 02-04   | Durham University - Malory Eagles            | 3-1 | 25-19, 22-25, 25-18, 25-16        |
| 02-04   | Polonia London - Inter 2                     | 3-0 | 25-12, 25-14, 25-15               |
| 09-04   | Inter - Polonia London                       | 0-3 | 16-25, 24-26, 23-25               |
| 09-04   | Cambridge - Malory Eagles                    | 2-3 | 26-24, 25-18, 12-25, 19-25, 10-15 |
| 10-04   | Inter 2 - Durham University                  | 0-3 | 12-25, 3-25, 11-25                |

### Classifica
| Pos. | Squadra                  | Pt | G  | V  | P  | SV | SP | Ratio | PF    | PS    | Ratio |
| ---- | ------------------------ | -- | -- | -- | -- | -- | -- | ----- | ----- | ----- | ----- |
| 1.   | Durham University        | 45 | 16 | 15 | 1  | 47 | 7  | 6,714 | 1 299 | 857   | 1,516 |
| 2.   | Polonia London           | 42 | 16 | 15 | 1  | 46 | 12 | 3,833 | 1 351 | 1 041 | 1,298 |
| 3.   | Malory Eagles            | 36 | 16 | 12 | 4  | 41 | 19 | 2,158 | 1 384 | 1 161 | 1,192 |
| 4.   | Inter                    | 25 | 16 | 8  | 8  | 27 | 28 | 0,964 | 1 191 | 1 224 | 0,973 |
| 5.   | Team Essex               | 21 | 16 | 7  | 9  | 25 | 31 | 0,806 | 1 202 | 1 245 | 0,965 |
| 6.   | Cambridge                | 17 | 16 | 5  | 11 | 22 | 34 | 0,647 | 1 134 | 1 276 | 0,889 |
| 7.   | University of Nottingham | 14 | 16 | 5  | 11 | 21 | 37 | 0,568 | 1 142 | 1 324 | 0,863 |
| 8.   | Darkstar                 | 12 | 16 | 4  | 12 | 17 | 40 | 0,425 | 1 130 | 1 337 | 0,845 |
| 9.   | Inter 2                  | 4  | 16 | 1  | 15 | 8  | 46 | 0,174 | 955   | 1 323 | 0,722 |

      Campione d'Inghilterra